# The Incredible Shrinking Man
The Incredible Shrinking Man is een Amerikaanse sciencefictionfilm uit 1957 onder regie van Jack Arnold. Het scenario is gebaseerd op de roman The Shrinking Man (1956) van de Amerikaanse auteur Richard Matheson. In Nederland werd de film destijds uitgebracht onder de titel De krimpende man.

## Verhaal
De zakenman Scott Carey komt tijdens een zeiltochtje in aanraking met een vreemde gaswolk. Aanvankelijk lijkt er niks met hem aan de hand, maar zes maanden na het voorval begint hij langzaam te krimpen. Carey merkt dat er iets mis met hem is als hij gewicht verliest en zijn kleren opeens allemaal te groot blijken te zijn. Hij bezoekt een prominent laboratorium om zichzelf te laten onderzoeken, en ontdekt dat de gaswolk waar hij aan bloot is gesteld vervuild was met radioactieve pesticiden, die zich aan zijn cellen hebben gehecht en ervoor zorgen dat hij krimpt.
Scott moet noodgedwongen zijn baan opgeven omdat hij te klein is geworden voor het werk. Om toch aan geld te komen, verkoopt hij zijn verhaal maar aan de pers. Zijn verhaal haalt de voorpagina’s van de kranten en hij wordt een mediasensatie.
Even lijkt er hoop te zijn wanneer een middel wordt gevonden dat Scotts krimpen kan afremmen. Het kan hem echter niet zijn normale formaat teruggeven. Scott accepteert maar dat hij nu een dwerg is en probeert het beste te maken van zijn leven. Hij ontmoet zelfs een vrouw met dwerggroei in een circus, die hem helpt inzien dat klein zijn geen nadeel hoeft te zijn.
Het tegengif blijkt echter maar korte tijd te werken, want spoedig begint Scott weer te krimpen. Tegen het eind van de film is Scott niet veel groter meer dan een insect. Hij verlaat, na een gevecht te hebben gevoerd met een spin, zijn huis en trekt de wereld in, in afwachting van het moment dat hij tot atomisch niveau zal krimpen.

## Rolverdeling
| Acteur            | Personage          |
| ----------------- | ------------------ |
| Grant Williams    | Scott Carey        |
| Randy Stuart      | Louise Carey       |
| April Kent        | Clarice            |
| Paul Langton      | Charlie Carey      |
| Raymond Bailey    | Dr. Thomas Silver  |
| William Schallert | Dr. Arthur Bramson |
| Frank J. Scannell | Barker             |
| Helene Marshall   | Verpleegster       |
| Diana Darrin      | Verpleegster       |
| Billy Curtis      | Dwerg              |

## Achtergrond

### Verschillen met het boek
De film verschilt in een aantal opzichten van de roman. In de roman wordt het verhaal verteld via flashbacks. In het boek hebben Scott en zijn vrouw een dochter genaamd Beth, die in de film niet voorkomt. Tevens zijn enkele belevenissen van Scott weggelaten uit de film, zoals zijn ontmoeting met een dronken pedofiel en zijn relatie met de vrouwelijke dwerg uit het circus (in de film hebben ze slechts een oppervlakkige vriendschap).

### Productie
De cameratechnieken om Grant Williams klein te laten lijken staan bekend als vrij opmerkelijk voor hun tijd.
In de periode dat de film gemaakt werd, was het idee van mensen en dieren die (vaak door iets radioactiefs) groeien of krimpen tot onnatuurlijk formaat een veelgebruikt thema in sciencefictionfilms. Voorbeelden zijn Tarantula, Them! (1954), The Amazing Colossal Man (1957), Beginning of the End (1957), Attack of the 50 Foot Woman (1958) en Attack of the Puppet People (1958).

### Ontvangst
De film werd goed ontvangen. Op Rotten Tomatoes scoort de film 88 procent aan goede recensies.

### Vervolgen
Richard Matheson schreef een scenario voor een vervolg op The Incredible Shrinking Man getiteld Fantastic Little Girl, maar deze film werd nooit geproduceerd. Het script zelf werd in 2006 wel gepubliceerd in een verzamelbundel getiteld Unrealized Dreams.
In 1982 verscheen de komische versie The Incredible Shrinking Woman, met Lily Tomlin in de hoofdrol.
Universal Pictures en Imagine Entertainment hebben plannen voor het maken van een nieuwe versie van de film. Deze bevindt zich echter nog in een vroeg productiestatium, waardoor een eventuele premièredatum nog niet bekend is.